# Eragrostis capillaris
Eragrostis capillaris là một loài thực vật có hoa trong họ Hòa thảo. Loài này được (L.) Nees mô tả khoa học đầu tiên năm 1829.

## Hình ảnh

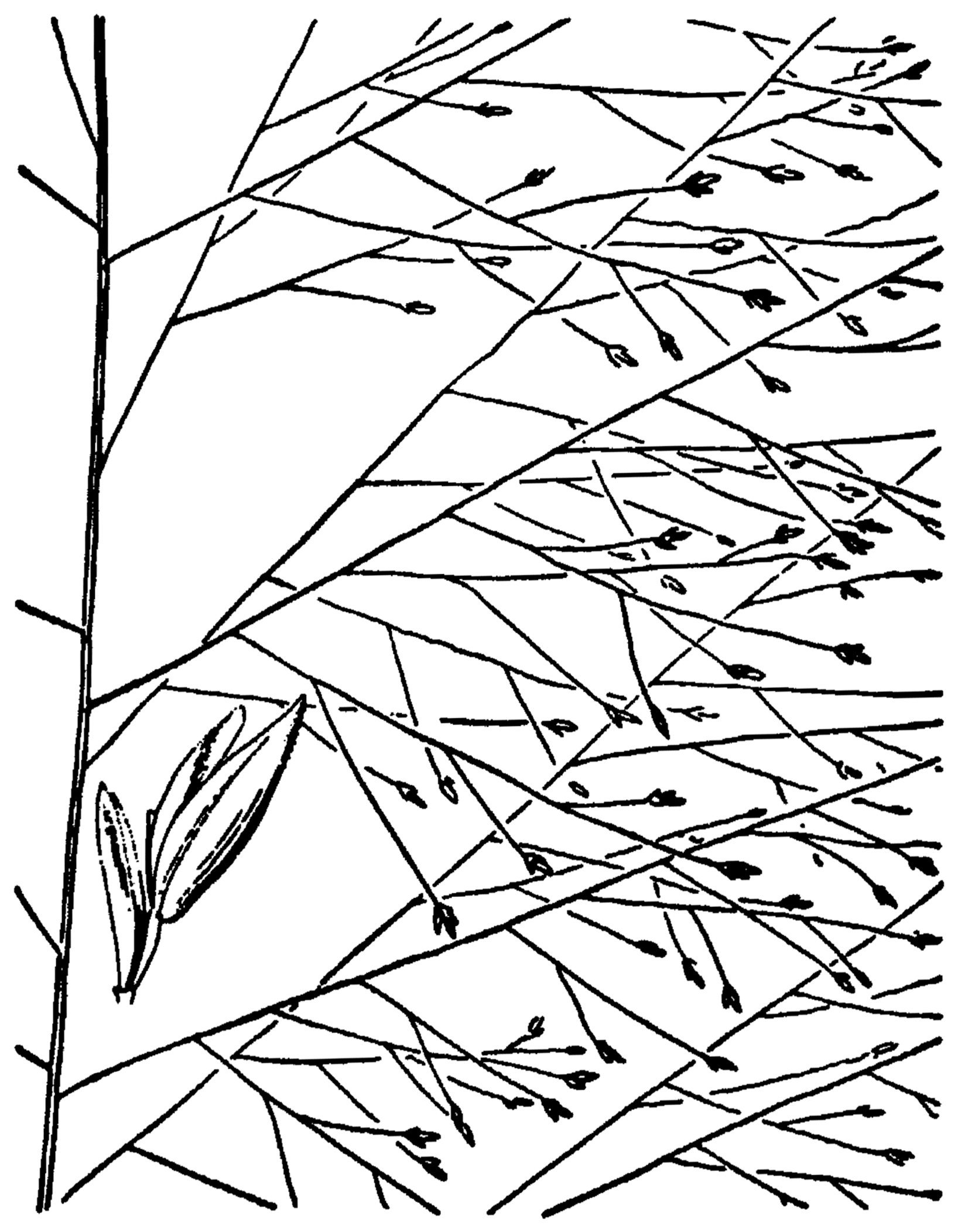